# Pantene
Pantene — американский бренд средств по уходу за волосами, принадлежащий компании Procter & Gamble. Линейка продуктов была впервые представлена в Европе в 1945 году швейцарской компанией Hoffmann-La Roche, которая использовала пантенол в изготовлении шампуней.
Самым известным продуктом бренда стал шампунь «два в одном», основанный на формуле Pantene Pro-V (Pantene Pro-Vitamin). 

## История

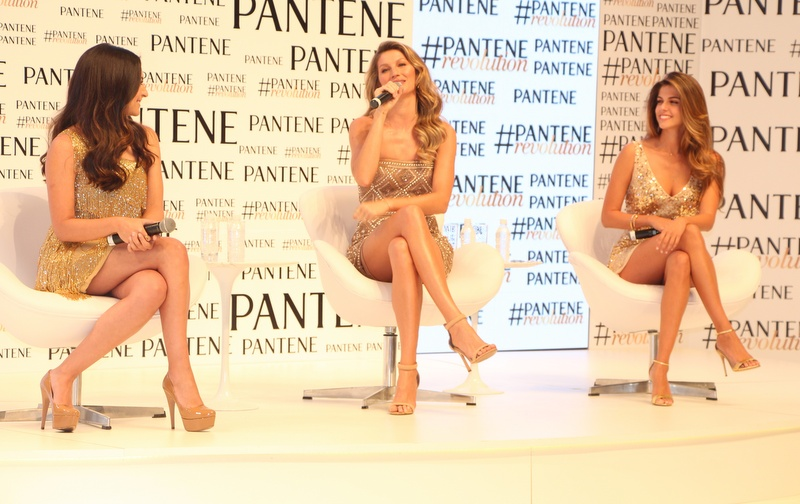
Послы бренда Pantene: Ана Бренда Контрерас, Жизель Бюндхен и Стефани Кайо

В конце 1980-х годов компания Procter & Gamble разработала новый продукт Pantene Pro-V, основанный на сочетании технологии шампуня «2-в-1» и оригинальной витаминной формуле. В 1989 году началась кампания по продвижению шампуня на рынке. Рекламным слоганом стала фраза Don’t hate me because I’m beautiful («Не надо ненавидеть меня за то, что я красива!»). В телевизионной рекламе фразу первыми произнесли модели Келли Ле Брок и Иман. Фраза стала использоваться в поп-культуре, в то же время она подверглась критике со стороны феминисток. В результате из-за противоречивых отзывов в 1990 году Procter & Gamble запустила новую рекламную кампанию Pantene Pro-V. 
Pantene Pro-V был впервые представлен на Тайване, а год спустя — в США и в других странах. Результаты исследований, собранных по всему миру, привели P&G к мнению, что позиционирование здоровья может стать основой для новой всемирной франшизы по уходу за волосами. Исследование показало, что женщины считают идеальным стандартом красоты для волос их здоровый вид. Большинство из них считали, что их собственные волосы повреждены. Женщины заявили, что блеск означает здоровье. Слоганом рекламы шампуня стала фраза «Волосы настолько здоровы, что сияют». Новый продукт, Pantene Pro-V был представлен в бутылках цилиндрической формы. В запуске проекта Pantene Pro-V кроме США участвовали Тайвань, Франция и Великобритания.
К 1994 году, после запуска продукта в 55 странах, Pantene стала брендом № 1 по уходу за волосами во всем мире, объём продаж которого превысил 1 миллиард долларов. К 1996 году он лидировал в 78 странах, а к 1998 году стал ведущим брендом шампуня уже в 90 странах.
Продукция марки Pantene широко доступна во многих странах мира. Международными представителями продукта являются актрисы Приянка Чопра и Селена Гомес. Также во многих странах есть представитель Pantene на местном рынке. Так, во Франции это певица Нольвенн Леруа, в Индии — Анушка Шарма, в Таиланде — Урассая Спербунд, в Китае, Гонконге и на Тайване — Квон Юри и Сохён, в Сингапуре и на Филиппинах — Габби Гарсиа, в Австралии, Новой Зеландии и Великобритании — Элли Голдинг, в Малайзии — Фара Энн Абдул, в Индонезии — Анггун Чипта Сасми, Моди Аюнда и Ралин Шах, в Бразилии — Жизель Бюндхен, в России — Евгения Медведева и Марина Александрова. 
С июня 2006 года по декабрь 2018 года Pantene совместно с фондом Entertainment Industry Foundation проводил в США благотворительную кампанию Pantene Beautiful Lengths, которая помогала людям пожертвовать волосы для женщин, потерявших свои собственные из-за лечения рака.